# Příbram IX
Příbram IX je označení čtvrti Nová Hospoda, část města Příbram v okrese Příbram ve Středočeském kraji. Leží v okolí Žižkovy ulice východně od části Příbram II, v sousedství obce Dubno. Je zde evidováno 115 adres. V roce 2011 zde trvale žilo 365 obyvatel.
Příbram IX leží v katastrálním území Příbram o výměře 14,33 km².

## Historie

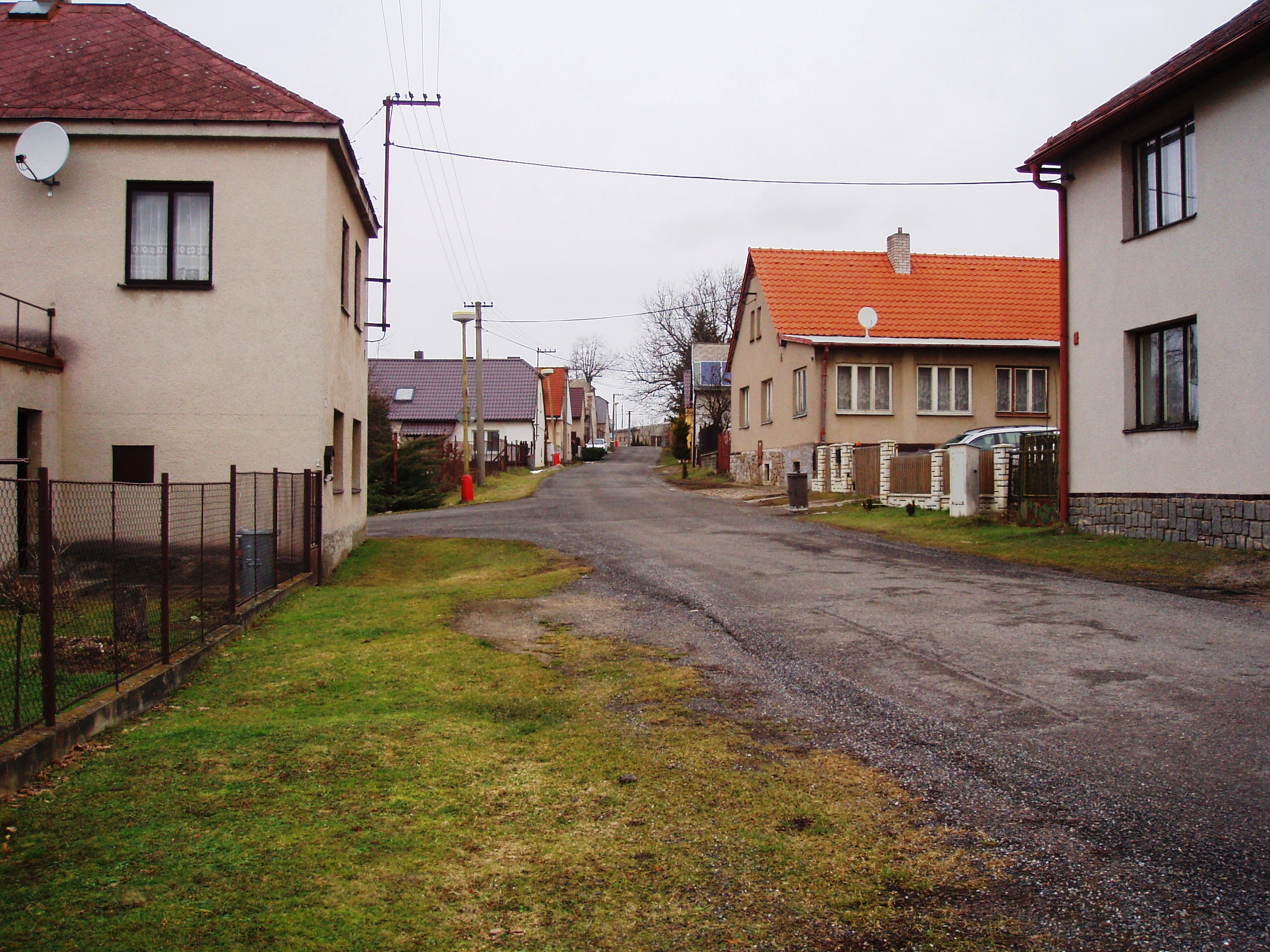
Nová Hospoda – běžná zástavba

Příbram IX vznikla k 1. lednu 1980 jako část města Příbram ve stejnojmenném okrese.

## Obyvatelstvo
| Rok            | 1869 | 1880 | 1890 | 1900 | 1910 | 1921 | 1930 | 1950 | 1961 | 1970 | 1980 | 1991 | 2001 | 2011 | 2021 |
| -------------- | ---- | ---- | ---- | ---- | ---- | ---- | ---- | ---- | ---- | ---- | ---- | ---- | ---- | ---- | ---- |
| Počet obyvatel | 0    | 0    | 0    | 0    | 0    | 0    | 0    | 0    | 0    | 221  | 238  | 321  | 326  | 365  | 341  |
| Počet domů     | 0    | 0    | 0    | 0    | 0    | 0    | 0    | 0    | 0    | 57   | 66   | 93   | 95   | 105  | 109  |